# شهرستان بروکینگز (داکوتای جنوبی)
شهرستان بروکینگز، داکوتای جنوبی (به انگلیسی: Brookings County, South Dakota) یک سکونتگاه مسکونی در ایالات متحده آمریکا است که در داکوتای جنوبی واقع شده‌است.

## خصوصیات
شهرستان بروکینگز ۲٬۰۸۴ کیلومترمربع مساحت دارد.